# Deone Walker
Deone Walker (Detroit, 11 marzo 2004) è un giocatore di football americano statunitense che milita nel ruolo di defensive tackle per i Buffalo Bills della National Football League (NFL).

## Carriera universitaria
Walker al college giocò a football a Kentucky dal 2022 al 2024. Iniziò la sua prima stagione come membro della rotazione della linea difensiva e divenne titolare dopo tre partite della sua seconda annata. Fu semifinalista dello Shaun Alexander Award e fu inserito nella seconda formazione ideale della Southeastern Conference in ogni stagione.

## Carriera professionistica

### Buffalo Bills
Walker fu scelto nel corso del quarto giro (108º assoluto) del Draft NFL 2025 dai Buffalo Bills.